# Nils Westermark
Nils Johan Hugo Westermark (Estocolmo, 9 de setembro de 1892 — 24 de janeiro de 1980) foi um velejador e radiologista sueco, medalhista olímpico. Ele competiu nos Jogos Olímpicos de Verão de 1912 na classe 8 Metre e conquistou a medalha de prata na disputa a bordo do Sans Atout com Bengt Heyman, Emil Henriques, Herbert Westermark e Alvar Thiel.
Westermark era radiologista e trabalhou primeiro como médico assistente no Radiumhemmet em Solna, antes de finalmente se tornar chefe de radiologia no Sankt Görans sjukhus em Estocolmo. Ele então se tornou professor de radiologia no Instituto Karolinska.